# ضرب‌کننده آنالوگ
در الکترونیک، ضرب‌کننده آنالوگ (به انگلیسی: analog multiplier) دستگاهی است که دو سیگنال آنالوگ را می‌گیرد و خروجی تولید می‌کند که حاصل‌ضرب آنهاست. چنین مدارهایی را می‌توان برای پیاده‌سازی توابع مرتبط مانند مربع (اعمال سیگنال یکسان برای هر دو ورودی) و ریشه‌های مربع استفاده کرد.
یک ضرب‌کننده‌کننده آنالوگ الکترونیکی را می‌توان با چندین نام فراخوانی کرد، بسته به عملکردی که برای ارائه آن استفاده می‌شود (به کاربردهای ضرب‌کننده آنالوگ مراجعه کنید).

## تقویت‌کننده کنترل‌شده با ولتاژ درمقابل ضرب‌کننده آنالوگ
اگر یک ورودی یک ضرب‌کننده آنالوگ در یک ولتاژ حالت-ماندگار نگه داشته شود، یک سیگنال در ورودی دوم متناسب با سطح ورودی ثابت مقیاس‌بندی می‌شود. در این مورد، ضرب‌کننده آنالوگ ممکن است یک تقویت‌کننده کنترل‌شده با ولتاژ در نظر گرفته شود. کاربردهای آشکار برای کنترل صدا الکترونیکی و کنترل بهرهٔ خودکار (AGC) خواهد بود. اگرچه ضرب‌کننده‌های آنالوگ اغلب برای چنین کاربردهایی استفاده می‌شوند، تقویت‌کننده‌های کنترل‌شده با ولتاژ لزوماً ضرب‌کننده‌های آنالوگ واقعی نیستند. به عنوان مثال، یک مدار مجتمع که برای استفاده به عنوان کنترل صدا طراحی شده است ممکن است ورودی سیگنالی برای 1 Vp-p (ولتاژ پیک-تو-پیک) داشته باشد و ورودی کنترلی که برای ۰ تا ۵ ولت دی‌سی طراحی شده است؛ یعنی دو ورودی متقارن نیستند و ورودی کنترل پهنای‌باند محدودی خواهد داشت.
در مقابل، در چیزی که به‌طور کلی به عنوان یک ضرب‌کننده آنالوگ واقعی در نظر گرفته می‌شود، دو ورودی سیگنال دارای ویژگی‌های یکسان هستند. کاربردهای ویژه یک ضرب‌کننده آنالوگ واقعی، مواردی هستند که در آن هر دو ورودی سیگنال هستند، به عنوان مثال در یک مخلوط‌کننده فرکانس یا یک مدار آنالوگ برای اجرای تبدیل فوریه گسسته. با توجه به دقت مورد نیاز برای دقیق و خطی بودن افزاره در محدوده ورودی، یک ضرب‌کننده آنالوگ واقعی معمولاً بخش بسیار گران‌تری نسبت به تقویت‌کننده‌های کنترل‌شده با ولتاژ است.
ضرب‌کننده چهاررُبعی ضرب‌کننده‌ای است که در آن ورودی‌ها و خروجی‌ها ممکن است مثبت و منفی شوند. بسیاری از ضرب‌کننده‌ها فقط در ۲ ربع (یک ورودی ممکن است فقط یک قطب داشته باشد) یا تک ربع (ورودی‌ها و خروجی‌ها فقط یک قطب دارند، معمولاً همه مثبت) کار می‌کنند.

## افزاره‌های ضرب‌کننده آنالوگ
ضرب آنالوگ را می‌توان با استفاده از اثر هال انجام داد.
سلول گیلبرت مداری است که جریان خروجی آن ضرب‌سازی ۴ ربعی در دو ورودی تفاضلی آن است.
ضرب‌کننده‌های آنالوگ مدارهای مجتمع در بسیاری از کاربردها، مانند مبدل آرام‌اس واقعی گنجانده شده‌اند، اما تعدادی بلوک‌های سازنده آنالوگ با هدف کلی مانند ضرب‌کننده چهاررُبعی خطی در دسترس هستند. افزاره‌های همه منظوره معمولاً شامل تضعیف‌کنندهها یا تقویت‌کننده‌ها در ورودی یا خروجی‌ها می‌شوند تا به سیگنال اجازه دهند در محدوده ولتاژ مدار مقیاس شوند.
اگرچه مدارهای ضرب‌کننده آنالوگ بسیار شبیه به تقویت‌کننده‌های عملیاتی هستند، اما در برابر نویز و مشکلات مربوط به ولتاژ آفست بسیار حساس‌تر هستند زیرا ممکن است این خطاها چندبرابر شوند. هنگام سَرُکار داشتن با سیگنال‌های فرکانس بالا، مشکلات مربوط به فاز ممکن است بسیار پیچیده باشند. به همین دلیل، ساخت ضرب‌کننده‌های آنالوگ همه‌منظوره بسیار دشوارتر از تقویت‌کننده‌های عملیاتی معمولی است و چنین دستگاه‌هایی معمولاً با استفاده از فناوری‌های تخصصی و برش‌زنی لیزری تولید می‌شوند، همان‌طور که برای تقویت‌کننده‌های با کارایی-بالا مانند تقویت‌کننده‌های ابزار دقیق استفاده می‌شوند. این بدان معنی است که آنها هزینه نسبتاً بالایی دارند و بنابراین معمولاً فقط برای مدارهایی که ضروری هستند استفاده می‌شوند.
برخی از آی‌سی‌های آنالوگ ضرب‌کننده متداول موجود در بازار عبارتند از MPY634 از تگزاس اینسترومنتس، AD534، AD632 و AD734 از آنالوگ دیوایسز، HA-2556 از اینترسیل و بسیاری دیگر از تولیدکنندگان آی‌سی دیگر.

## بِده‌بِستان آنالوگ درمقابل دیجیتال در ضرب‌سازی
در بیشتر موارد، عملکردهای انجام شده توسط یک ضرب‌کننده آنالوگ ممکن است با استفاده از فنون‌های پردازش سیگنال دیجیتال بهتر و با هزینه کمتر انجام شود. در فرکانس‌های پایین، یک راه‌حل دیجیتال ارزان‌تر و موثرتر است و اجازه می‌دهد تا عملکرد مدار در سیستم عامل تغییر یابد. با افزایش فرکانس‌ها، هزینه پیاده‌سازی راه‌حل‌های دیجیتال بسیار شدیدتر از راه‌حل‌های آنالوگ افزایش می‌یابد. با پیشرفت فناوری دیجیتال، استفاده از ضرب‌کننده‌های آنالوگ به سمت مدارهای با فرکانس بالاتر یا کاربردهای بسیار تخصصی به حاشیه رانده می‌شود.
علاوه بر این، اکثر سیگنال‌ها دیر یا زود در مسیر سیگنال دیجیتالی می‌شوند و در صورت امکان، عملکردهایی که نیاز به یک ضرب‌کننده دارند، تمایل دارند به سمت دیجیتال منتقل شوند. به عنوان مثال، در مولتی مترهای دیجیتال اولیه، عملکرد آرام‌اس واقعی توسط مدارهای ضرب‌کننده آنالوگ خارجی ارائه می‌شد. امروزه (به استثنای اندازه‌گیری‌های فرکانس بالا) تمایل به افزایش نرخ نمونه‌برداری ADC به منظور دیجیتالی کردن سیگنال ورودی است که اجازه می‌دهد آرام‌اس و طیف وسیعی از عملکردهای دیگر توسط یک پردازنده دیجیتال انجام شود. با این حال، دیجیتالی کردن کورکورانه سیگنال در ابتدای مسیر سیگنال به دلیل نیاز به ADCهای پرسرعت، هزینه‌های غیرمنطقی انرژی را به همراه دارد. راه‌حل بسیار کارآمدتر شامل پیش‌پردازش آنالوگ برای تنظیم سیگنال و کاهش پهنای‌باند آن است تا انرژی دیجیتالی کردن تنها صرف پهنای‌باندی شود که حاوی اطلاعات مفید است.
علاوه بر این، مقاومت‌های کنترل‌شده دیجیتالی به میکروکنترلرها اجازه می‌دهند تا بسیاری از عملکردها مانند کنترل تن و AGC را بدون نیاز به پردازش مستقیم سیگنال دیجیتالی شده اجرا کنند.

## کاربردهای ضرب‌کننده آنالوگ
- کامپیوتر آنالوگ
- پردازش سیگنال آنالوگ
- کنترل بهره خودکار
- بازفشرده‌سازی
- مخلوط‌کننده فرکانس
- مدولاسیون دامنه پالس
- تقویت‌کننده با بهره متغیر

## در ادامه مطلب
- گفتگوی آنالوگ ضرب‌کننده درمقابل مدوله‌کننده‌ها، ژوئن ۲۰۱۳